# Drago Pašalić
Drago Pašalić (23 juni 1984) is een voormalig basketballer uit Kroatië. Tussen 2016 en 2019 speelde hij voor Donar Groningen en in het seizoen 2019-20 voor ZZ Leiden. Pašalić speelde op de center of de power forward positie. Aan het begin van zijn carrière speelde hij voor het Kroatische nationale team.

## Carrière
In zijn eerste vijf jaar als professional speelde Pašalić voor het team uit de stad waar hij geboren is, Split. In het seizoen 2002-2003 won hij de A1 Liga met dit team.
Hij was in het begin een kandidaat voor de 2004 NBA draft, maar hij trok zich terug, om vervolgens een jaar later toch deel te nemen aan de 2005 NBA draft, waarin hij niet werd gekozen.
Op 29 juni 2016 tekende hij een contract met Donar Groningen dat uitkomt in de Dutch Basketball League.
Na het seizoen DBL 2016-17 regular season werd hij gekozen in het All-DBL Team
In april 2017 verlengde Pašalić zijn contract met 2 jaar.
Voor het seizoen 2019/20 vertrok Pašalić naar ZZ Leiden. In maart 2020 stopte hij met basketballen nadat het seizoen voortijdig werd afgelast door de coronapandemie.

## Persoonlijk
Pašalić heeft drie kinderen; twee dochters en één zoon.

## Erelijst
Nederland
- Nederlands kampioen (2): 2017, 2018
- NBB Beker (2): 2017, 2018
- Supercup (2): 2016, 2018

Individuele prijzen:
- All-Star Team (1): 2017

## Statistieken
EuroLeague Men
| Jaar                         | Team   | GS | MPW  | 2P%  | 3P%  | VW%  | RPW | APW | SPW | BPW | PPW |
| ---------------------------- | ------ | -- | ---- | ---- | ---- | ---- | --- | --- | --- | --- | --- |
| 2010–11                      | Cibona | 7  | 23.4 | .525 | .235 | .833 | 4.7 | 0.4 | 0   | 0.6 | 9.1 |
| Laatste update: 18 juli 2018 |        |    |      |      |      |      |     |     |     |     |     |